# Catterino Cavos
Cattarino Cavos (Venècia, Itàlia, 30 d'octubre de 1775 - Sant Petersburg, Rússia, 10 de maig de 1840) fou un compositor italià instal·lat a Rússia.
Als 23 anys es traslladà a Rússia, on estrenà poc temps després l'òpera russa Ivan Sussamino (1799), que assolí molt d'èxit i per la qual l'emperador l'anomenà el seu mestre de capella.
A més va escriure 13 òperes amb text rus, entre elles les titulades: Un regnat de 12 hores, Les ruïnes de Babilonia, El Desconegut, El Fènix, El cosac poeta, La filla del Danubi, Els tres geperuts, El príncep invisible, El correu de l'amor, etc.. una en francès, Les trois sultanes, i dues Il convito degli spiriti i Jar plitza en col·laboració amb el seu compatriota Ferdinand Antonolini. El ballet El presoner del Caucas estrenada pel ballarí Mikhaïl Màrkovitx Gabóvitx.